# Schäfers Sonntagslied

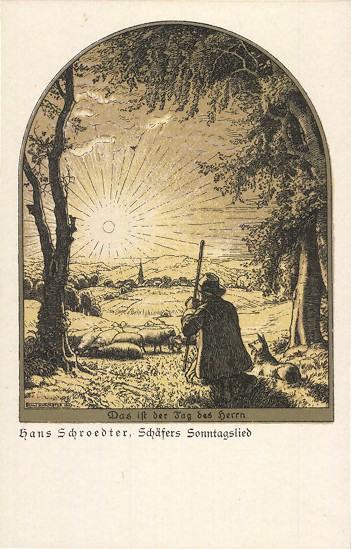
Illustration der Szene (Postkarte, spätes 19. Jahrhundert)

Schäfers Sonntagslied ist der Titel eines dreistrophigen Gedichtes von Ludwig Uhland mit der Anfangs- und Schlusszeile Das ist der Tag des Herrn. Das Gedicht erschien zuerst 1815 bei Cotta in dem Band Gedichte von Ludwig Uhland.

## Text

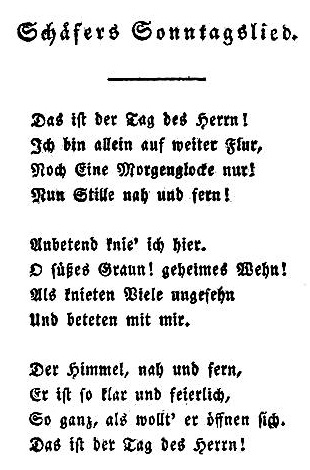
Schäfers Sonntagslied, Erstdruck

Schäfers Sonntagslied.

Das ist der Tag des Herrn!

Ich bin allein auf weiter Flur,

Noch Eine Morgenglocke nur!

Nun Stille nah und fern!

Anbetend knie’ ich hier.

O süßes Graun! geheimes Wehn!

Als knieten Viele ungesehn

Und beteten mit mir.

Der Himmel, nah und fern,

Er ist so klar und feierlich,

So ganz, als wollt’ er öffnen sich.

Das ist der Tag des Herrn!

## Inhalt
Der Text ist das Selbstgespräch eines Schäfers an einem Sonntagmorgen, den er allein bei der Herde verbringt. Die christliche Bedeutung des Tages ist durch das Herüberklingen einer Kirchenglocke angedeutet. Dann sind es die Stille der Natur und die Weite des Himmels, die in dem Einsamen Gefühl und Geste der Anbetung in einer unsichtbaren Gemeinschaft auslösen. 

## Form
Das scheinbar anspruchslose Werk zeigt einen durchaus ungewöhnlichen und kunstvollen Strophenbau. Die vier jambischen Zeilen jeder Strophe enden sämtlich auf männliche Reimworte mit dem Reimschema [abba]. Die erste und letzte Zeile sind sechssilbig (dreihebig), die Binnenzeilen achtsilbig (vierhebig).

## Vertonungen
Die Uhlandschen Verse erlangten im 19. Jahrhundert große Popularität. Sie wurden u. a. von Felix Mendelssohn Bartholdy (op. 77,1), Alexis Hollaender, Felix von Weingartner und Ernesto Drangosch vertont. 
Die mit Abstand verbreitetste Komposition ist jedoch die nicht-strophische Bearbeitung für vierstimmigen Männerchor von Conradin Kreutzer. Sie gehörte zum Stammrepertoire der Männergesangvereine bis weit ins 20. Jahrhundert und ist bis heute auch in zahlreichen Arrangements in der medial vermittelten volkstümlichen Musik präsent. Ihre Wirkung bezieht sie vor allem aus dem identischen hymnischen Anfang und Schluss auf die Zeile „Das ist der Tag des Herrn!“, aufsteigend zur emphatischen Subdominante auf „Herrn“, bei der Textwiederholung über den Quartsextakkord auf „Tag“ und den Dominantseptakkord zur Tonika zurückkehrend.

## Geflügeltes Wort
Die Textwendung „allein auf weiter Flur“ wurde zu einer Redensart mit ironischem Unterton.

## Buddenbrooks
In Thomas Manns Roman Buddenbrooks (Achter Teil, Fünftes Kapitel) soll der Knabe Hanno seinem Vater, dem Senator, „Schäfers Sonntagslied … Von Uhland“ aufsagen, wobei er kläglich scheitert. Schon die Anfangszeile – dem Leser in der strahlenden Vertonung Kreutzers im Ohr – bringt er nur „ganz leise“ heraus. Nach tadelnder Unterbrechung durch den Vater heißt es:
„»Ich bin allein auf weiter Flur«, sagte er noch, und dann war es endgültig aus. Die Stimmung des Verses ging mit ihm durch. Ein übergewaltiges Mitleid mit sich selbst machte, daß die Stimme ihm ganz und gar versagte und daß die Tränen unwiderstehlich unter den Lidern hervorquollen.“